# James Caleb Jackson
James Caleb Jackson (28 de marzo de 1811-11 de julio de 1895) fue el inventor del primer cereal de desayuno de grano entero y seco al que llamó granula. Sus puntos de vista influyeron en las reformas de salud de Elena de White, una de las fundadoras de la Iglesia Adventista del Séptimo Día.
Jackson nació en Manlius, Condado de Onondaga, Nueva York. Después de completar su educación en el instituto politécnico de Chittenango, fue agricultor hasta 1838. Durante sus primeros años, Jackson fue un abolicionista activo. Dio una conferencia para la Sociedad de Massachusetts contra la Esclavitud, convirtiéndose en el secretario de la sociedad en 1840. Desde 1844 se mudó al periodismo, comprando el periódico abolicionista Albany Patriot, junto con Abel Brown. Jackson continuó administrando y escribiendo para el periódico hasta 1847, cuando la salud en problemas lo obligó a retirarse.
Jackson había tenido problemas de salud durante toda su vida, pero vio una recuperación notable después de tomar una "cura de agua" en un spa. Como resultado, pasó la segunda mitad de su vida como defensor de la hidropatía, entrenándose para convertirse en médico y abriendo un instituto hidropático en el lago Skaneateles en el condado de Cortland, Nueva York, en 1847.
En 1858 se mudó para hacerse cargo del 'Instituto de Higiene de Nuestro Hogar' en Dansville, Condado de Livingston, Nueva York. El spa fue fundado por Nathaniel Bingham en el sitio de un manantial de agua mineral, unos cuatro años antes. Bajo la dirección de Jackson, el spa se convirtió en uno de los más grandes del mundo, atendió a unos 20,000 pacientes y recibió el nuevo nombre de "Nuestra casa en la ladera de la colina".
Junto con las curaciones de agua, Jackson llegó a creer que la dieta era fundamental para mejorar la salud. Con el tiempo, retiró la carne roja del menú del spa y descartó el té, el café, el alcohol y el tabaco. Promovió una dieta casi vegetariana con énfasis en frutas, verduras y granos sin procesar.
En 1863 desarrolló el primer cereal de desayuno que llamó Granula.
Jackson murió el 11 de julio de 1895 en Dansville, Condado de Livingston, Nueva York.

## Obra

### Algunas publicaciones
- 1822 Morning Watches
- 1853 Hints on the Reproductive Organs: Their Diseases, Causes, and Cure on Hydropathic Principles
- 1861 The Sexual Organization and its Healthy Management
- 1862 Consumption: How to prevent It, and How to cure It
- 1870 How to treat the Sick without Medicine
- 1870 American Womanhood: Its Peculiarities and Necessities
- 1872 The Training of Children
- 1872 The Debilities of Our Boys
- 1875 Christ as a Physician